# Данијел Франсоа Еспри Обер
Данијел Франсоа Еспри Обер (фр. Daniel François Esprit Auber; Кан, 29. јануар 1782 — Париз, 12. мај 1871) је био француски композитор.
Један је од главних представника француске романтичне комичне опере. У својој најбољој опери „Нема из Портичија“ показао је смисао за монументалност драматски снажним сценама великих ансамбала, полетном мелодиком и колористички богатом инструментацијом, чиме је остварио једно од капиталних дела типа француске „велике опере“.

## Дела
- „Нема из Портичија“
- „Фра Диаволо“
- „Зидар“
- „Црни домино“
- „Крунски дијаманти“